# Django brez okovov
Django brez okovov (angleško Django Unchained) je ameriški antivestern iz leta 2012, ki ga je režiral in zanj napisal scenarij Quentin Tarantino, v glavnih vlogah nastopajo Jamie Foxx, Christoph Waltz, Leonardo DiCaprio, Kerry Washington in Samuel L. Jackson, v stranskih vlogah pa Walton Goggins, Dennis Christopher, James Remar, Michael Parks in Don Johnson. Dogajanje je postavljeno na divji zahod v čas antebellum juga in je močno stiliziran poklon špageti vesternom, posebej filmu Django Sergia Corbuccija iz leta 1966, katerega glavni igralec Franco Nero ima tudi cameo vlogo.
Zasnova filma se je pričela leta 2007, ko je Tarantino pisal knjigo o Corbucciju. Aprila 2011 je poslal svoj zadnji osnutek scenarija družbi The Weinstein Company. Izbor igralcev se je pričel poleti 2011, Michael K. Williams in Will Smith sta bila v igri za naslovno vlogo, preden jo je dobil Foxx. Glavno snemanje je potekalo med novembrom 2011 in marcem 2012 v Kaliforniji, Wyomingu in Louisiani.
Film je bil premierno prikazan 11. decembra 2012 v newyorškem Ziegfeld Theatre, dva tedna zatem pa po ostalih ameriških kinematografih. Prinesel je več kot 425 milijonov USD prihodka po svetu ob 100-milijonskem proračunu, s čimer je postal najdonosnejši Tarantinov film. Na 85. podelitvi je bil nominiran za oskarja v petih kategorijah, tudi za najboljši film. Tarantino za najboljši izbirni scenarij in Waltz za najboljšega stranskega igralca sta prejela tako oskarja, kot tudi zlati globus in nagrado BAFTA.

## Vloge
- Jamie Foxx kot Django Freeman
- Christoph Waltz kot dr. King Schultz
- Leonardo DiCaprio kot »Monsieur« Calvin J. Candie
- Kerry Washington kot Broomhilda »Hildi« von Shaft[1]
- Samuel L. Jackson kot Stephen
- Walton Goggins kot Billy Crash
- Dennis Christopher kot Leonide »Leo« Moguy
- James Remar kot Ace Speck in Butch Pooch
- David Steen kot g. Stonecipher
- Dana Gourrier kot Cora
- Nichole Galicia kot Sheba
- Laura Cayouette kot Lara Lee Candie-Fitzwilly
- Ato Essandoh kot D'Artagnan
- Sammi Rotibi kot Rodney
- Clay Donahue Fontenot kot Luigi
- Escalante Lundy kot Big Fred
- Miriam F. Glover kot Betina
- Don Johnson kot Spencer »Big Daddy« Bennett
- Franco Nero kot Amerigo Vessepi